# Limousin
Limousin từng là một vùng của nước Pháp, bao gồm ba tỉnh: Corrèze, Creuse và Haute-Vienne. Thủ phủ của vùng này là thành phố Limoges. Từ ngày 1 tháng 1 năm 2016, lãnh thổ này trở thành bộ phận của vùng mới Nouvelle-Aquitaine.